# Ictinogomphus acutus
Ictinogomphus acutus – gatunek ważki z rodziny gadziogłówkowatych (Gomphidae).